# Hannah Jane Fox
Hannah Jane Fox (* 13. Januar 1976 in London) ist eine englische Schauspielerin und Musicaldarstellerin.
Bekannt wurde sie als Darstellerin mehrerer West-End-Produktionen, insbesondere im Queen-Musical We Will Rock You, wo sie zur Londoner Originalbesetzung gehörte und von 2002 bis 2005 „Scaramouche“ spielte.

## Leben
Fox ist Absolventin der Mountview Academy of Theatre Arts. Sie spielte 1998 die Rolle der „Columbia“ in der Rocky Horror Show und stand als „Maureen“ in dem Musical von Jonathan Larson Rent auf der Bühne. Als  Ensembledarstellerin war sie 2001 sowohl in dem Disco-Musical Hot Stuff, als auch in dem Beatles-Musical All You Need is Love zu sehen. Bevor sie 2002 in dem Jukebox-Musical We Will Rock You in die Rolle der „Scaramouche“ schlüpfte, einer Figur des italienischen Volkstheaters Commedia dell’arte, verkörperte sie die Rolle der „Virus“ in dem Bühnenmusical Taboo.
Im britischen Fernsehen war Fox erstmals 1999 in der Serie Agony zu sehen, die sich in Einzelfolgen mit Zuschauerproblemen befasst. In der von Ben Elton produzierten komödiantischen Fernsehserie Blessed von 2005 spielte Fox in sieben Folgen die Rolle der Vicky. 2007 stand sie in zwei Folgen der kriminalistischen Dramaserie The Bill, die in einer Polizeistation in der Innenstadt von London spielt, vor der Kamera, und im selben Jahr in verschiedenen Rollen für einige Folgen von Raging, ebenfalls eine komödiantische Serie.
In der komödiantischen Fernsehserie The Wright Way (2013), die dem Leben des Ratsmitglieds Gerald Wright folgt, war Fox in fünf Folgen als Cheryl Dolores zu sehen. Eine Hauptrolle als Mutter spielte Fox im Zeitraum 2014 bis 2018 in 54 Folgen der britischen Familienserie Millie Inbetween. Die Serie beleuchtet die Problematik von Kindern, deren Eltern sich haben scheiden lassen. In der BBC-Serie EastEnders trat Fox in einer Folge, die auch diesen Titel trug, als Steph auf. Thematisiert wird der Alltag der Arbeiter am Albert Square im Londoner Stadtteil Walford. Die Serie Flatmates (2019) begleitet fünf junge Menschen bei ihren Schritten ins Erwachsenenleben. Fox spielte in drei Folgen der Serie die Rolle der Sharon. Für die animierte Abenteuerserie Kleinreimstadt (2020) lieh Fox in zwei Episoden ihre Stimme der Figur Mumpty Dumpty und in einer der Figur Polly. In der Serie verschlägt es zwei Freunde nach Rhyme Time Town (englischer Originaltitel), einem fantastischen Ort voller geliebter Kinderreimfiguren.

## Filmografie
- 1999: Agony (Fernsehserie)
- 2005: Blessed (Fernsehserie, 8 Folgen)
- 2007: The Bill (Fernsehserie, Folgen On the Edge + Better Off Dead)
- 2007: Raging (Fernsehfilm)
- 2013: The Wright Way (Fernsehserie, 5 Folgen)
- 2014–2018: Millie Inbetween (Fernsehserie, 54 Folgen)
- 2017: EastEnders (Fernsehserie, Folge Steph)
- 2018: Upstart Crow (Fernsehserie, A Crow Christmas Carol)
- 2019: Flatmates (Fernsehserie, Folgen Spilt Milk, Unstoppable + The Storm)
- 2020: Kleinreimstadt (Rhyme Time Town; Fernsehserie, 3 Folgen (Stimme))

## Musicalgraphie
- 1998: The Rocky Horror Show
- 1998: Rent
- 2001: Hot Stuff
- 2001: All You Need Is Love
- 2002: Taboo
- 2002: We Will Rock You
- 2007: Dick Whittington